# Мора, Хильберто (футболист, 2008)
Хильберто Рафаэль Мора Самбрано (исп. Gilberto Rafael Mora Zambrano; родился 14 октября 2008) — мексиканский футболист, атакующий полузащитник клуба «Тихуана» и сборной Мексики.

## Клубная карьера
Воспитанник футбольной академии клуба «Тихуана». 18 августа 2024 года дебютировал в основном составе «Тихуаны» в матче мексиканской Апертуры против клуба «Сантос Лагуна». 31 августа 2024 года забил свой первый гол за клуб в матче против «Леона», в возрасте 15 лет и 320 дней став самым молодым игроком, забившим гол в Лиге MX.

## Карьера в сборной
Выступал за сборные Мексики до 15 и до 16 лет.
Летом 2025 года был вызван в главную сборную Мексики для участия в Золотом кубке КОНКАКАФ. 28 июня 2025 года 16-летний Мора дебютировал за сборную, выйдя в стартовом составе в четвертьфинальном матче против Саудовской Аравии, став самым молодым игроком в истории сборной Мексики.

## Достижения
Сборная Мексики
- Обладатель Золотого кубка КОНКАКАФ: 2025